# Lawrence Agyekum
Lawrence Agyekum (* 23. November 2003) ist ein ghanaischer Fußballspieler.

## Karriere
Agyekum wechselte zur Saison 2019/20 zur West African Football Academy. Dort debütierte er im Januar 2020 in der Premier League. Bis zum COVID-bedingten Saisonabbruch kam er zu fünf Einsätzen für die WAFA. In der Saison 2020/21 absolvierte er 27 Partien in der höchsten ghanaischen Spielklasse, in denen er vier Tore erzielte. In der Saison 2021/22 kam er bis zum 16. Spieltag neunmal zum Einsatz.
Im Februar 2022 wechselte Agyekum zum österreichischen Bundesligisten FC Red Bull Salzburg, bei dem er einen bis Juni 2026 laufenden Vertrag erhielt. In Salzburg sollte er allerdings zunächst für das zweitklassige Farmteam FC Liefering zum Einsatz kommen. Bis zum Ende der Saison 2021/22 spielte er 13 Mal für Liefering in der 2. Liga.
Im Oktober 2022 stand er gegen den SCR Altach erstmals im Kader der ersten Mannschaft und gab in Folge mit einer Einwechslung in Minute 61 auch sein Debüt in der Bundesliga. Insgesamt kam er für Salzburg in der Saison 2022/23 zu drei Bundesligaeinsätzen, mit dem Team wurde er Meister. In der Saison 2023/24 spielte er wieder ausschließlich für Liefering.
Zur Saison 2024/25 wechselte Agyekum leihweise nach Belgien zu Cercle Brügge. Nach 33 Einsätzen für Cercle in der Division 1A wurde er im Mai 2025 per Kaufoption fest verpflichtet.

## Erfolge
- Österreichischer Meister: 2023